# Михо (бухта)
Михо или Михо-Ван (яп. 美保湾 михо-ван) — бухта Японского моря на острове Хонсю (префектуры Тоттори и Симане). Залив простирается от мыса Дзидзо (яп. 地蔵崎) на западе (п-ов Симане) до устья реки Амида (яп. 阿弥陀川) на востоке. Ширина залива составляет около 20 км, длина — около 10 км. Залив отделён песчаной косой (полуостровом) Юмигахама от озера Накауми, с которым он сообщается через пролив Сакаи
Средняя температура воды составляет 20-22 °C.
В заливе ловят осьминогов и водоросли Gelidium.
Площадь залива составляет 112,4 км². Средняя глубина залива составляет 20 м, максимальная (у устья) — 35 м.
Южное побережье залива площадью 42 км² считается экологически или биологически значимой морской зоной (生物多様性の観点から重要度の高い海域) и является одним из немногих мест региона, где хорошо сохранились песчаные пляжи. Под охраной находятся множество видов птиц и рыб.